# Випава (город)
Випава (словен. Vipava, нем. Wippach — Виппах) — город в западной части Словении, в Словенском Приморье, недалеко от границы с Италией. 
Расположен в исторической области Внутренняя Крайна. Административный центр городской общины Випава.
Из карстового источника в городе берёт начало река Випава. Высота 102 метра над уровнем моря.
Население по данным 2012 года — 1953 человека. 93 % населения — словенцы. Около 77 % людей исповедуют католическую веру, чуть менее 1 % являются сторонниками суннитского ислама, остальные — атеисты.

## Известные люди
- Баумкирхер, Андреас (1420—1471) — барон, военачальник Священной Римской империи. Мятежник.
- Герберштейн, Сигизмунд фон (1486—1566) —  австрийский дипломат Священной Римской империи, писатель и историк. Наибольшую известность приобрёл за свои обширные труды о географии, истории и внутреннем устройстве Московского Великого княжества и Русского царства.
- Крель, Себастиан (1538—1567) — словенский протестантский реформатор, писатель, богослов, филолог и проповедник.

## Галерея

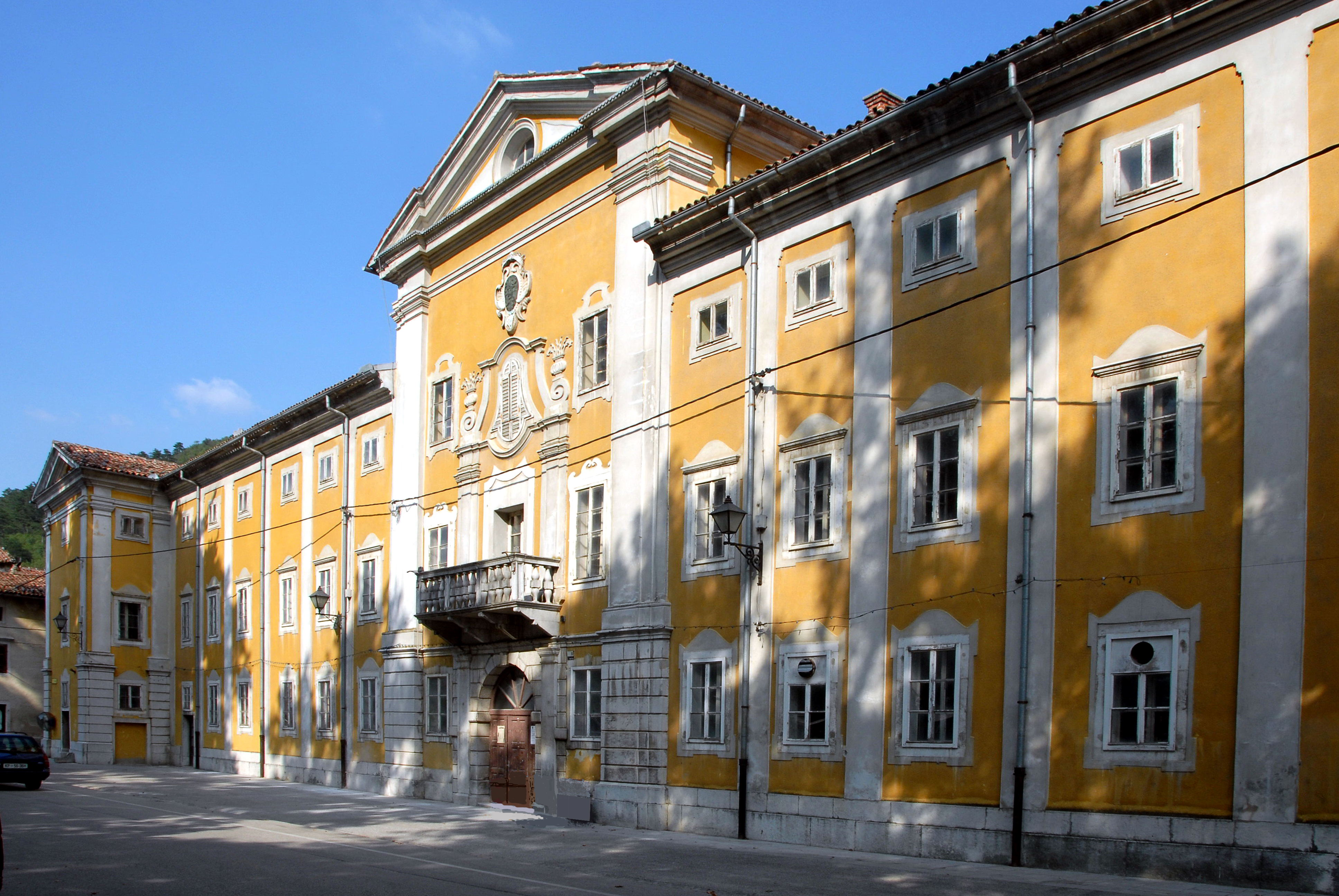
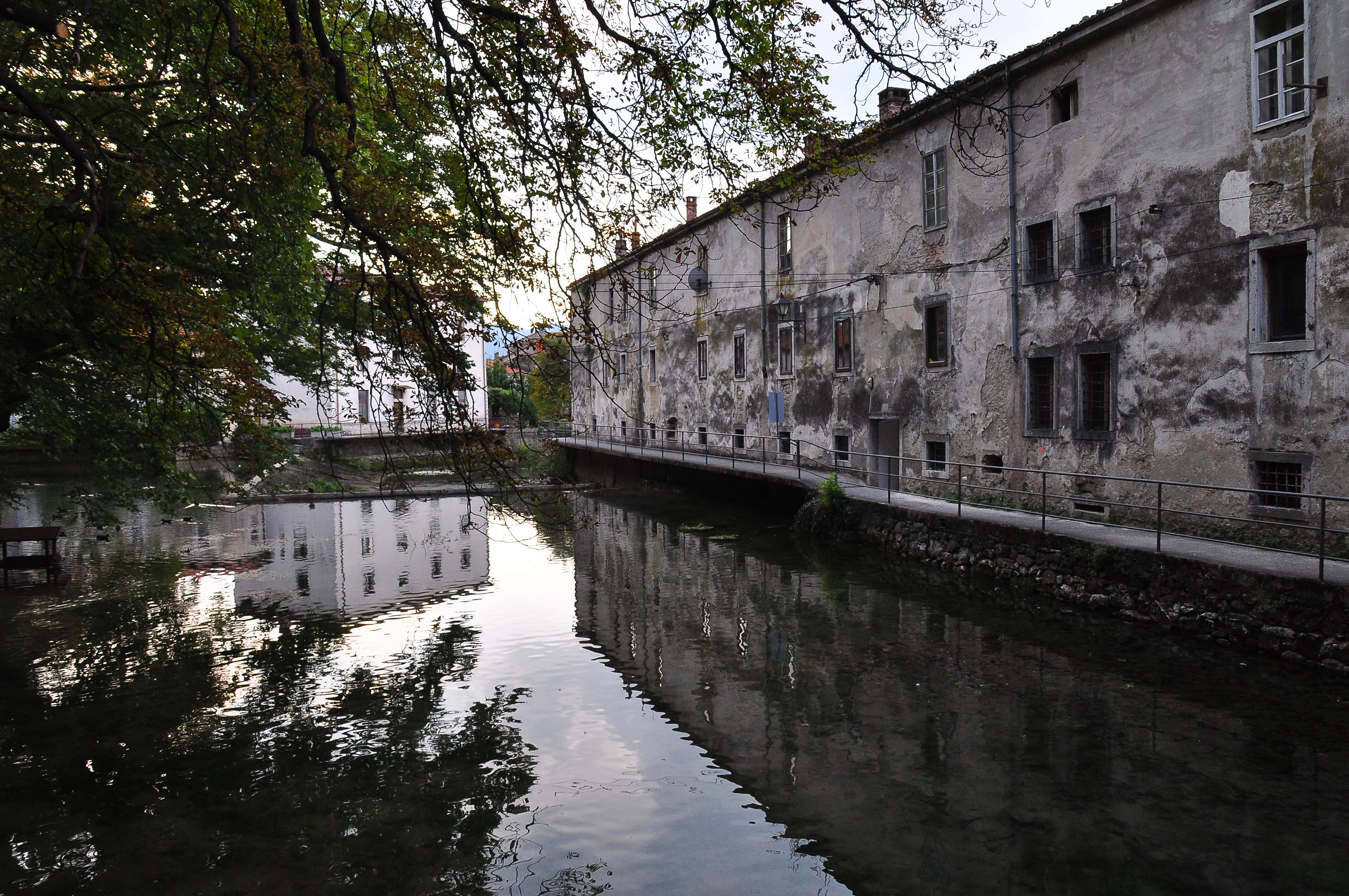
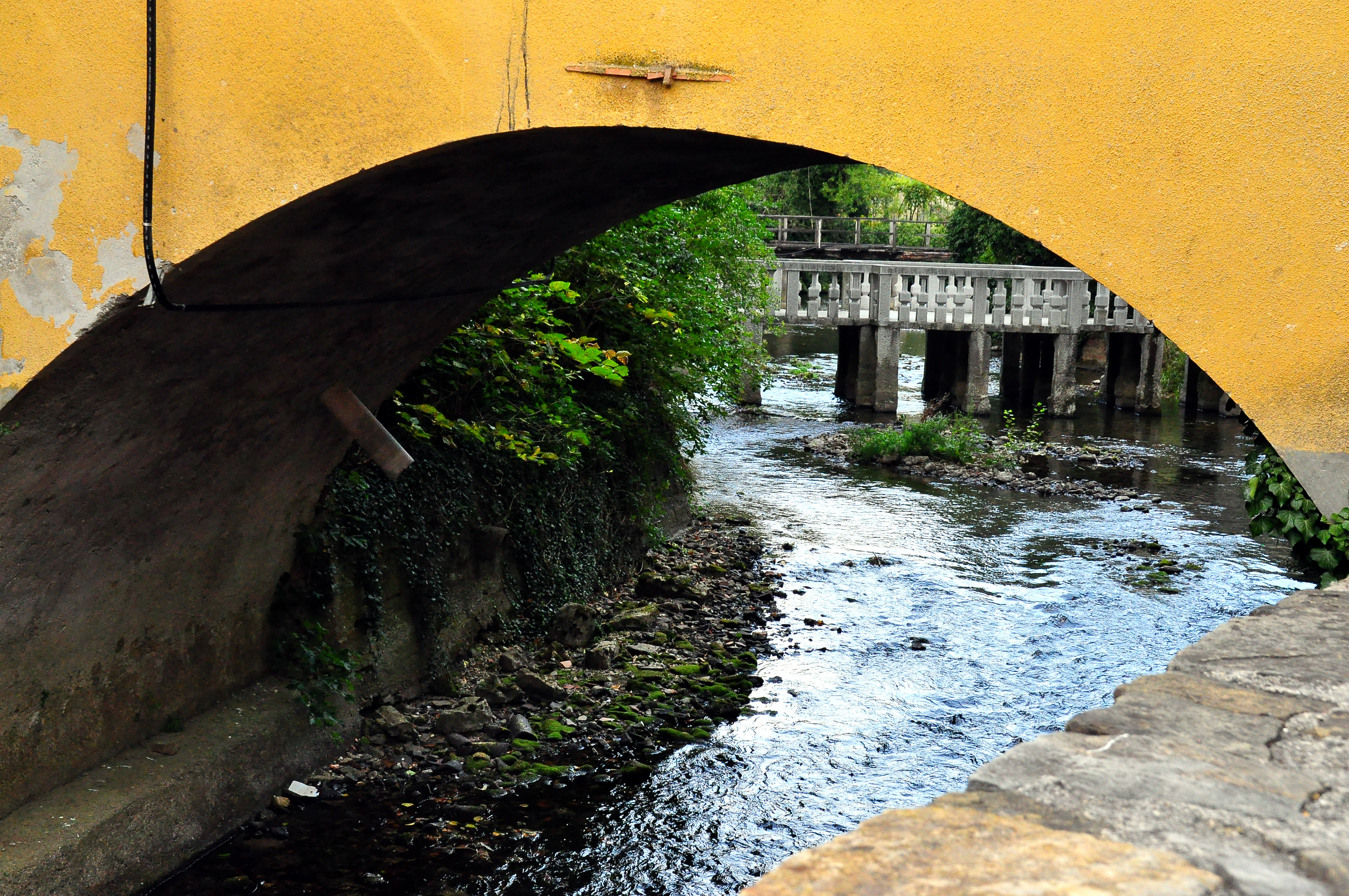
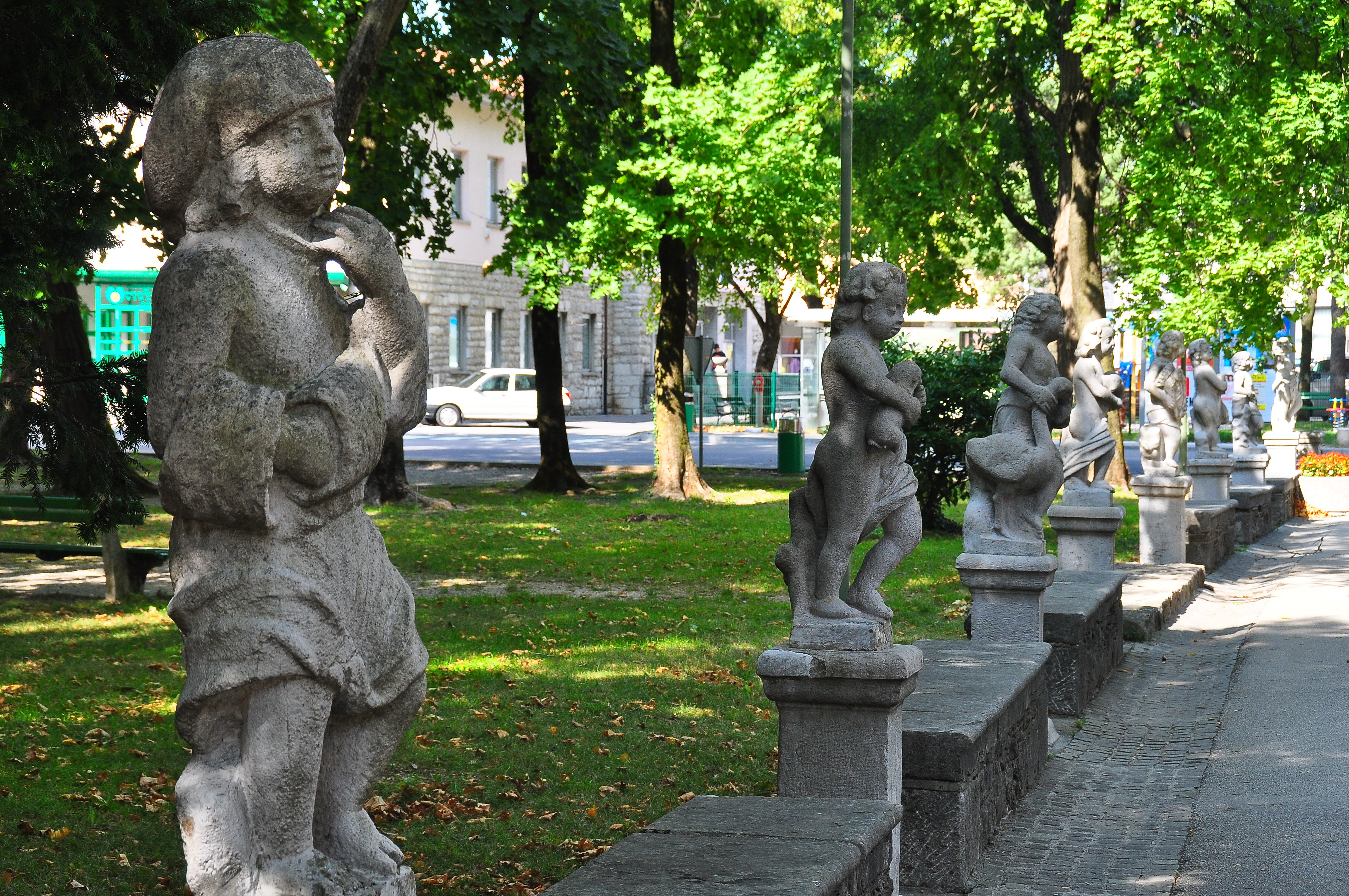
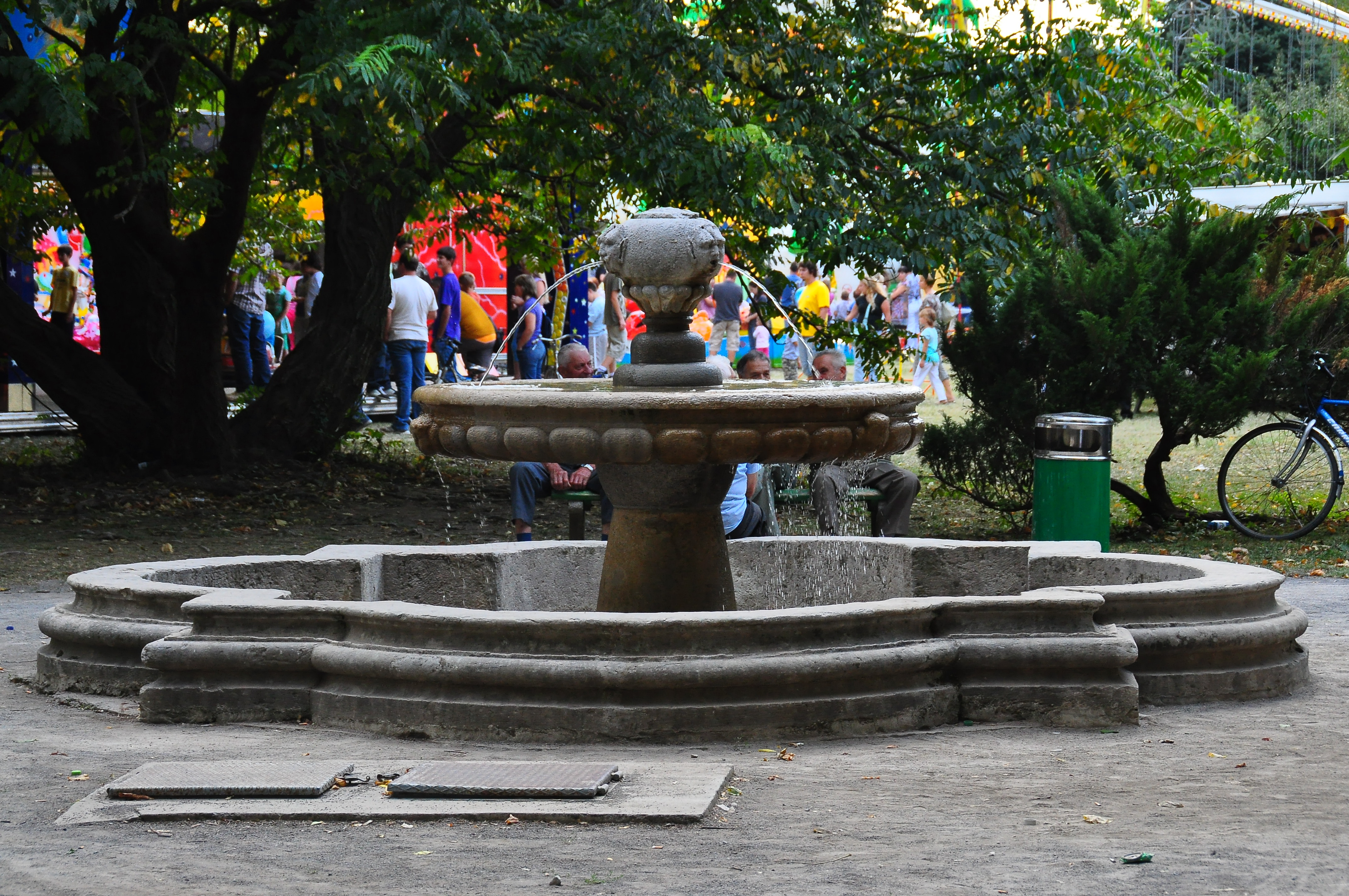
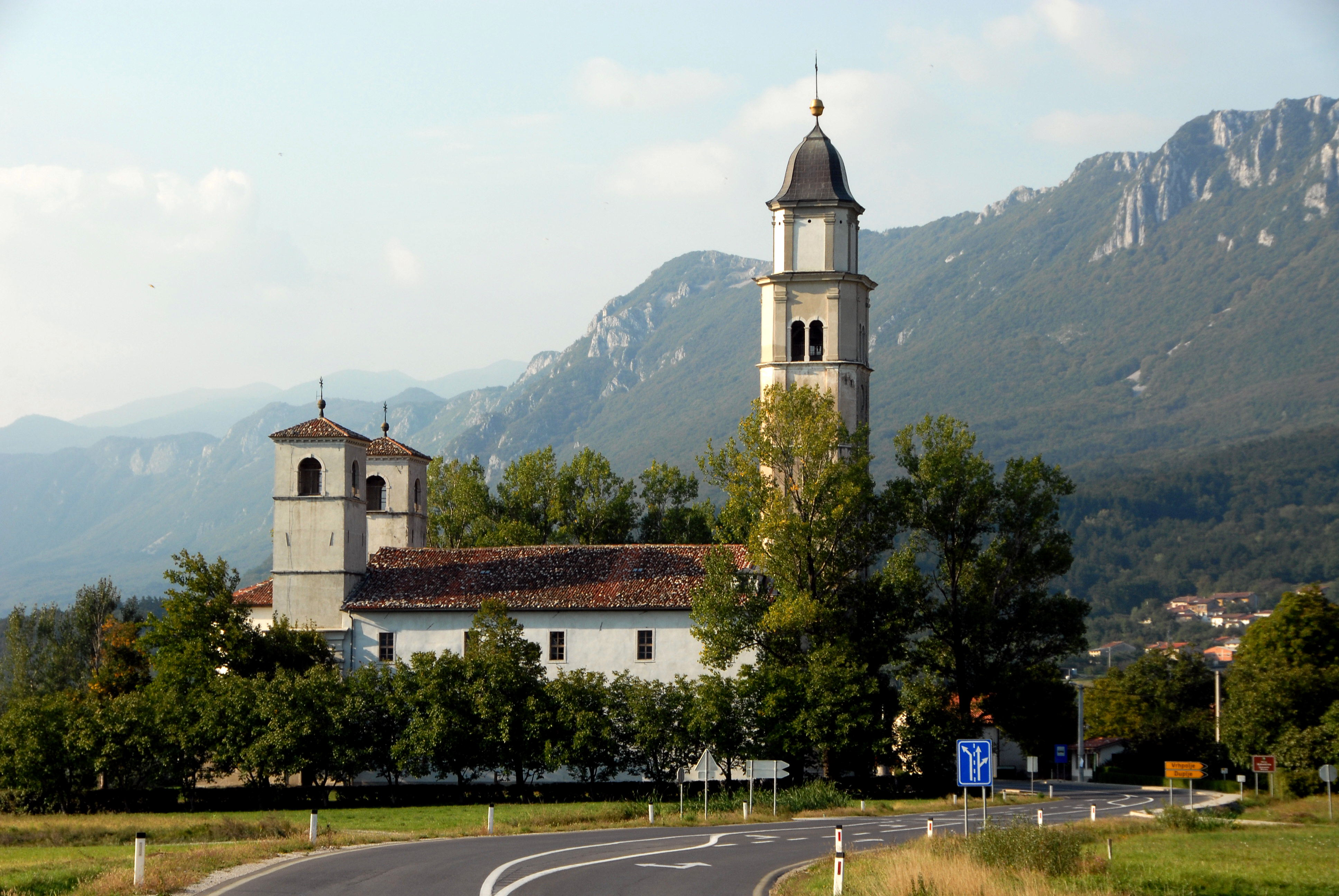
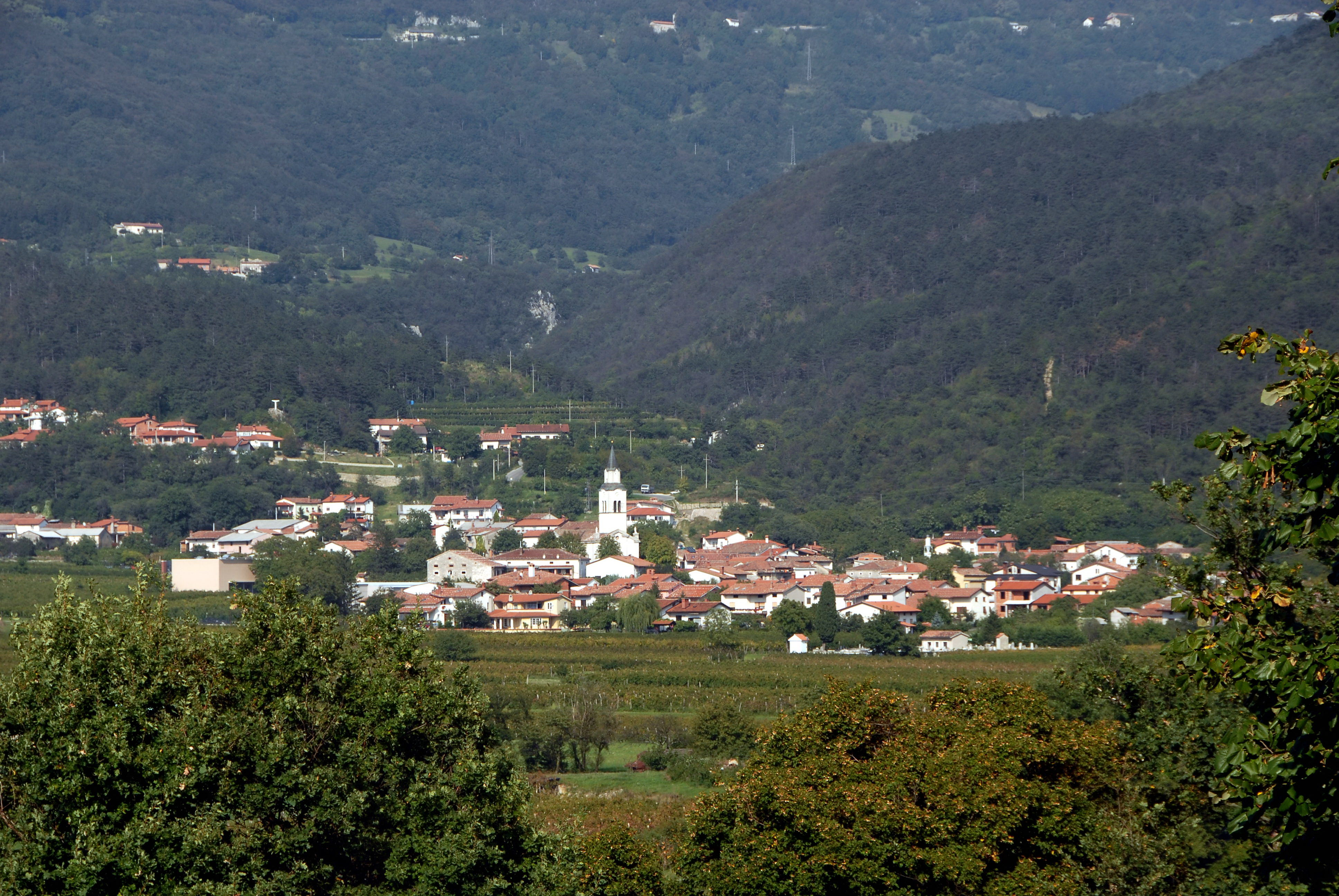
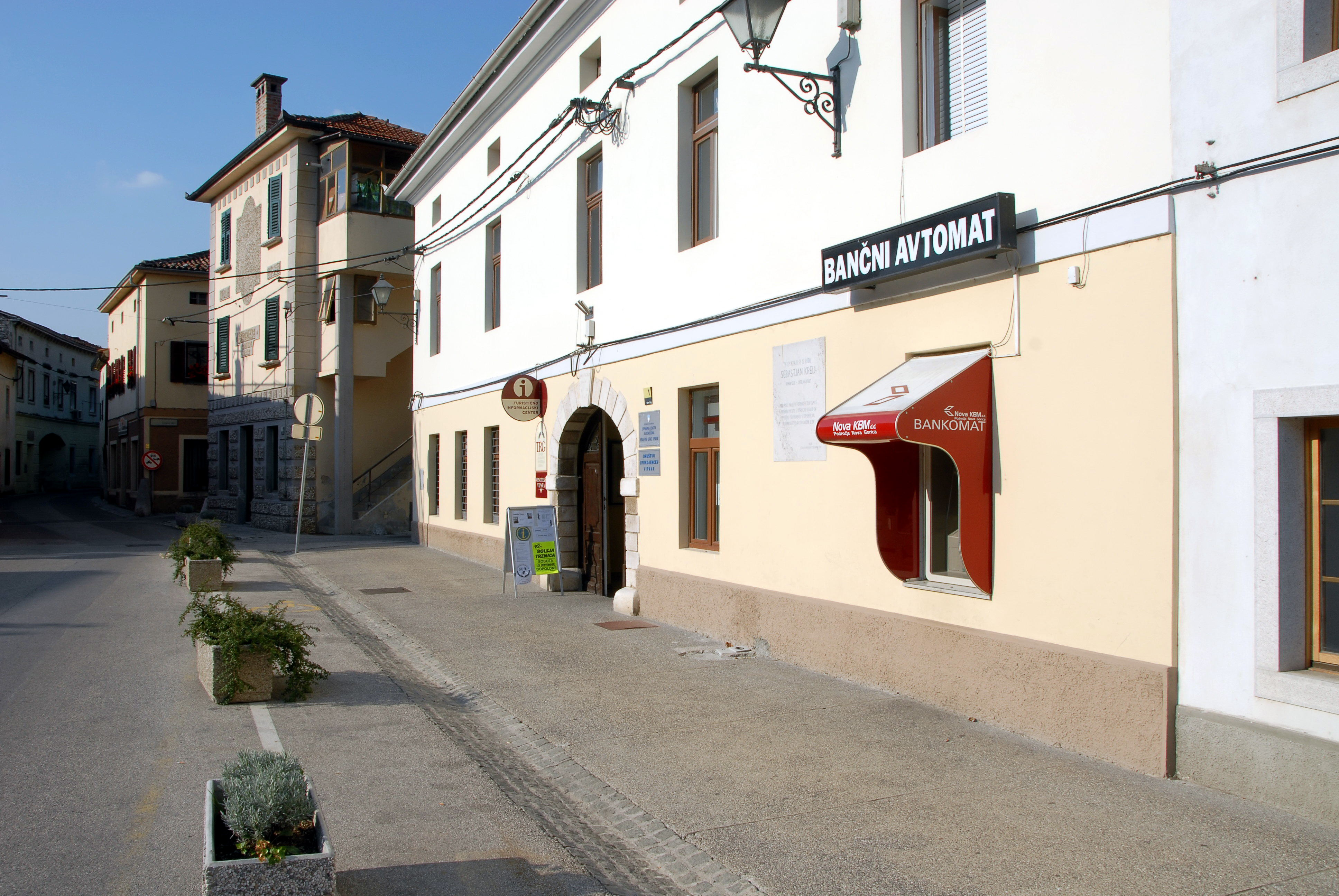